# Ivo Ulich
Ivo Ulich (* 5. září 1974 v Opočně) je český podnikatel a bývalý fotbalista. Je majoritním vlastníkem českého výrobce klik M&T 1997 a předsedou jeho dozorčí rady. V minulosti byl profesionálním fotbalistou, fotbalovým záložníkem. V roce 1995 zvítězil v české anketě Fotbalista roku v kategorii Talent roku.

## Sportovní kariéra

### Klubová kariéra
Ivo Ulich začal s fotbalem jako desetiletý v Novém Městě nad Metují. Přes nedaleký TJ Náchod pak putoval do tradiční bašty východočeského fotbalu, do Hradce Králové. S tamním klubem získal v roce 1995 pohár ČMFS, když Hradec Králové porazil ve finále Viktorii Žižkov.
V létě 1996 pak přestoupil do Slavie Praha, kde měl nahradit odcházející hvězdu ligy Karla Poborského, který přestoupil ze Slavie do Manchesteru United. Tehdejší trenér Slavie František Cipro jeho nákup prosadil přes nedůvěru některých lidí kvůli Ulichově malé výšce. Už jako slávista nasbíral Ivo Ulich 8 reprezentačních startů a v přátelském zápase proti Austrálii vstřelil svou jedinou reprezentační branku. Za svého působení ve Slavii získal další dva domácí pohárové triumfy - v letech 1997 a 1999.
V létě 2001 po pěti úspěšných letech ve Slavii přestoupil Ulich do tehdejšího nováčka německé Bundesligy Borussie Mönchengladbach. Odešel tak do klubu, kde působil další bývalý slávista, chorvatský stoper Sladjan Ašanin. Po čtyřech letech v Německu pak jeho cesta vedla do japonského Visselu Kóbe, kam odešel na hostování. V Kóbe se setkal s početnou českou kolonií, působil zde Pavel Horváth, Martin Müller, trenér Ivan Hašek a jeho asistent Pavel Řehák. Klub však sestoupil z nejvyšší soutěže a Ulich se vrátil do Německa. Borussia o něj však již neměla zájem a umožnila mu nalézt si jiný klub. Z několika nabídek si Ulich vybral druholigové Dynamo Drážďany, se kterými podepsal smlouvu do roku 2009. Drážďany však spadly do třetí ligy a když v další sezóně neuspěly s návratem zpět, ukončil Ulich v létě 2008 fotbalovou kariéru.

### Reprezentační kariéra
Ivo Ulich zasáhl v letech 1995–1996 v dresu české reprezentace do 21 let do 4 utkání (2 výhry, 2 prohry), aniž by vstřelil gól.
V české reprezentačním A-mužstvu odehrál v letech 1997–2000 8 zápasů (5 výher, 2 remízy, 1 prohra) a vstřelil 1 gól.
Česká republika se zúčastnila Konfederačního poháru FIFA v roce 1997 v saúdskoarabském Rijádu, kam se kvalifikovala jako finalista Mistrovství Evropy z roku 1996, neboť vítězné Německo se odmítlo zúčastnit. V základní skupině B se český tým postupně střetl s Jihoafrickou republikou, Uruguayí a Spojenými arabskými emiráty. Ivo Ulich se neobjevil v prvních dvou zápasech základní skupiny (postupně 13. prosince 1997 remíza 2:2 proti Jihoafrické republice, 15. prosince 1997 prohra ČR 1:2 proti Uruguayi). Nastoupil až 17. prosince 1997 proti Spojeným arabským emirátům (výhra ČR 6:1), v 75. minutě střídal na hřišti Vladimíra Šmicra.
V semifinále 19. prosince 1997 proti Brazílii šel na hřiště v 73. minutě místo Pavla Nedvěda, ČR podlehla jihoamerickému favoritovi 0:2.
V zápase o třetí místo 21. prosince 1997 opět proti Uruguayi nenastoupil, český tým zvítězil 1:0 gólem Edvarda Lasoty a získal bronzové medaile.
Zápasy Ivo Ulicha v A-mužstvu České republiky:
| Rok    | Zápasy | Góly |
| ------ | ------ | ---- |
| 1997   | 3      | 0    |
| 1998   | 2      | 0    |
| 1999   | 1      | 0    |
| 2000   | 2      | 1    |
| Celkem | 8      | 1    |

Gól Ivo Ulicha za reprezentační A-mužstvo České republiky:
| Gól č. | Datum       | Stadion                | Soupeř    | Skóre (min.) | Výsledek | Soutěž           |
| ------ | ----------- | ---------------------- | --------- | ------------ | -------- | ---------------- |
| 01     | 29. 3. 2000 | Na Stínadlech, Teplice | Austrálie | 03:0 0(67.)  | 3:1      | Přátelské utkání |

## Futsalová kariéra
Po ukončení fotbalové kariéry se Ulich vrátil do České republiky, věnoval se své firmě a také začal hrát závodně futsal. Vybral si tým SELP Mladá Boleslav, který se v létě 2009 přestěhoval do Prahy a v dalších sezónách bude hrát pod jménem SK Slavia Praha.[zdroj?] Ulich se tak po osmi letech opět oblékl do sešívaného dresu.[zdroj?]

## Podnikání
Od roku 1997 s bratrem Romanem podniká v oboru výroby a prodeje klik, později s nimi začal podnikat i bratr Petr. V roce 2006 založili společnost M&T 1997, a.s. (tehdy Material & Technology s.r.o.), Ivo Ulich ve firmě držel 80% podíl, všichni tři bratři byli jednatelé. Ivo Ulich měl na starosti finance, marketing a export. V roce 2014 společnost otevřela nový výrobní závod v Dobrušce. V roce 2022 společnost umístila své akcie na pražskou burzu, Ivo Ulich zůstal být majoritním akcionářem. Od roku 2023 je předsedou dozorčí rady společnosti.
Vlastní také hotelový resort na Seychelách a vlastní řadu bytů v Praze.